# Округ Крофорд (Арканзас)
Округ Крофорд (енгл. Crawford County) је округ у америчкој савезној држави Арканзас. По попису из 2010. године број становника је 61.948. Седиште округа је град Van Buren.

## Демографија
Према попису становништва из 2010. у округу је живело 61.948 становника, што је 8.701 (16,3%) становника више него 2000. године.
| Група             | 2000.          | 2010.          |
| Белци             | 48.311 (90,7%) | 53.770 (86,8%) |
| Афроамериканци    | 465 (0,9%)     | 725 (1,2%)     |
| Азијати           | 634 (1,2%)     | 893 (1,4%)     |
| Хиспаноамериканци | 1.743 (3,3%)   | 3.760 (6,1%)   |
| Укупно            | 53.247         | 61.948         |